# Olivier Guez
Olivier Guez (Estrasburg, 15 de juny de 1974) és un periodista, assagista i escriptor francès, guanyador del Premi Renaudot.

## Trajectòria
Va formar-se a l'Institut d'études politiques de Strasbourg, a la London School of Economics i al Col·legi d'Europa. Ha treballat com a periodista independent per a The New York Times, Le Monde, Frankfurter Allgemeine Zeitung, Le Figaro, L'Express i Der Freitag.
Va escriure una novel·la biogràfica La Disparition de Josef Mengele, sobre Josef Mengele (1911-1979), l'oficial nazi alemany i criminal de guerra que treballava com a metge al camp d'extermini d'Auschwitz i va fugir al Brasil, la qual va ser una de les vuit novel·les seleccionades pel Premi Goncourt de 2017.

## Obra publicada

### Assaig
- La Grande Alliance. De la Tchétchénie à l'Irak, un nouvel ordre mondial, amb Frédéric Encel, éditions Flammarion, 2003. (ISBN 2-08-210281-5)
- L’Impossible Retour. Une histoire des Juifs en Allemagne depuis 1945, éditions Flammarion, 2007. (ISBN 978-2-08-210554-5)
- La Chute du mur, avec Jean-Marc Gonin, éditions Fayard, 2009. (ISBN 978-2-213-63312-1)
- American Spleen. Un voyage d'Olivier Guez au cœur du déclin américain, éditions Flammarion, coll. «At large», 2012. (ISBN 978-2-08-126952-1)
- Éloge de l'esquive, éditions Flammarion, 2014. (ISBN 978-2-246-81189-3)
- Une passion absurde et dévorante. Écrits sur le football, L'Observatoire, 2021.
- Le Grand Tour – Autoportrait de l'Europe par ses écrivains. Obra col·lectiva, dirigida per Olivier Guez que reuneix textos escrits per vint-i-set escriptors, un per estat membre de la Unió Europea, sobre llocs evocadors de la cultura i la història europees, éditions Grasset, 2022. (ISBN 978-2-24-683047-4)).

### Novel·la
- Les Révolutions de Jacques Koskas, éditions Belfond, 2014. (ISBN 978-2-7144-5792-9)
- La Disparition de Josef Mengele, éditions Grasset, 2017. (ISBN 978-2-246-85587-3)

### Teatre
- Fritz Bauer, un héros allemand de Lars Kraume, 2015